# Maragha

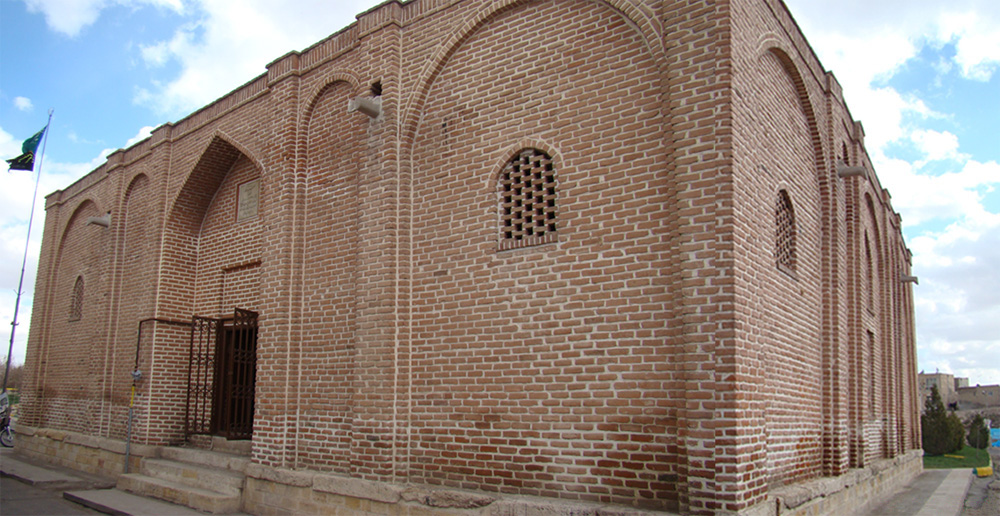
Mesquita

Maragha o Maragheh (persa: مراغه, Marāgha o Marāghé; àzeri: Marağa) és una ciutat del nord de l'Iran a la riba del riu Sufi Čay o Safi Čay i propera al riu Murdi Čay, de majoria àzeri i part de la província de l'Azerbaidjan oriental. Maragha fou antigament capital de tot l'Azerbaidjan, però actualment només ho és del comtat (shahristan) de Maragha, que arriba per l'oest fins al llac Urmia, format per quatre bakhxs o districtes: Huma, Ajabshir, Bunab i Malik Kardi.
És a 130 km de Tabriz (78 en línia recta), al vessant sud del mont Sahand de 3.547 metres. La seva població al cens del 28 d'octubre del 2006 era de 149.929 habitants o de 146.405 habitants, però hi ha algunes divergències poc significatives. Els quatre barris de la ciutat vella són Agha Beg, Maydan, Darwaza i Salar-khana.

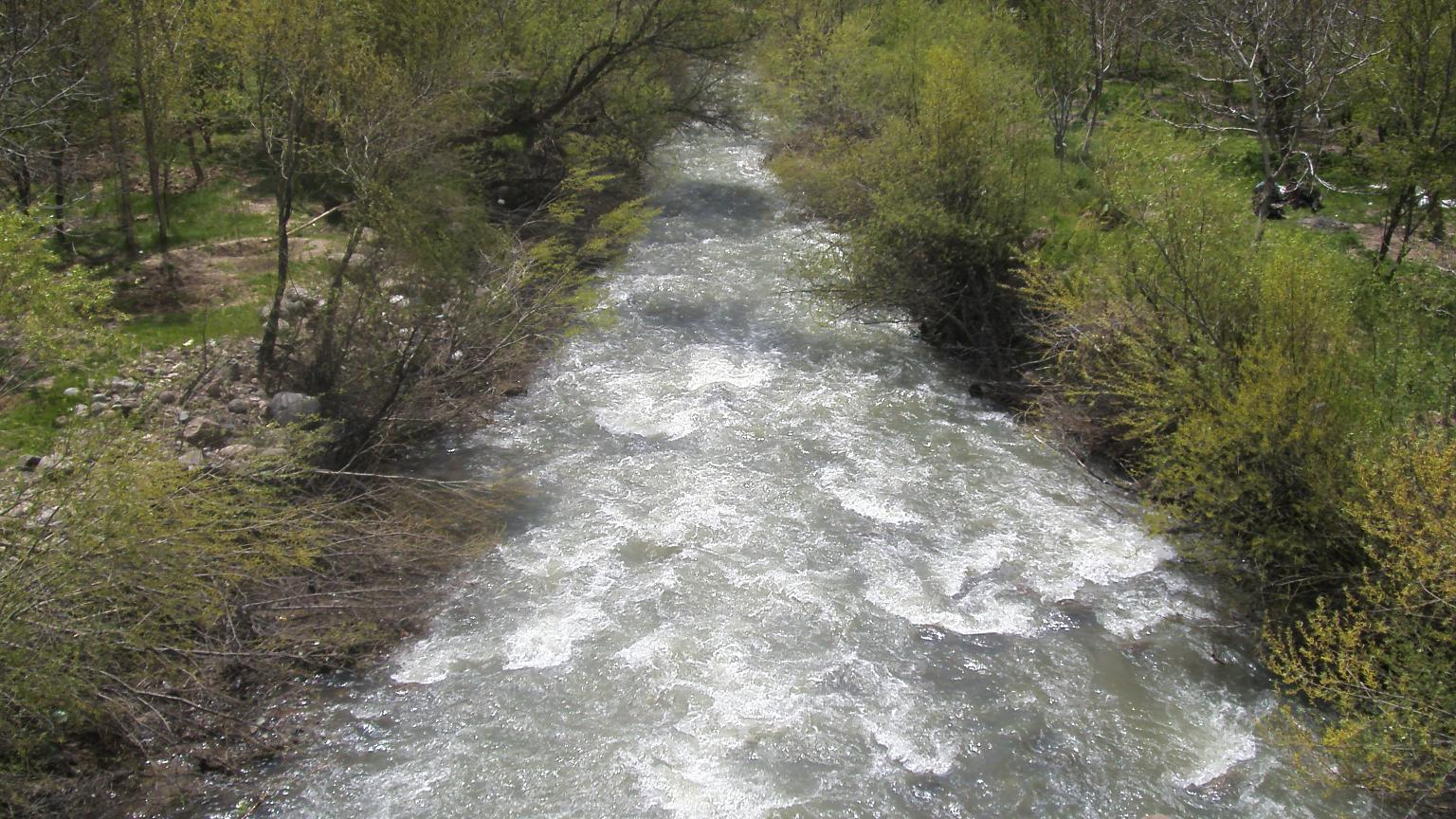
Safi Čay

## Llengua i religió
La majoria de la població parla l'àzeri, llengua de la família del turc. Els àzeris són sunnites i xiïtes, mentre que els kurds són sunnites i alillahis; els perses són xiïtes.

## Economia
L'abundància d'aigua la converteix en una ciutat de terrenys fèrtils on es produeix fruita abundant.

## Cultura
Maragha disposa de tres universitats:
- Universitat de Maragha
- Universitat Payam-e Noor de Maragha
- Universitat Azad de Maragha

## Restes
Les antigues muralles estan destruïdes, però es conserven les portes (Ahmadi, Kura Khana, Akdash, Pul-i Binab (Giaslik) i Hadjdj Mirza.

## Història

### Història premusulmana
Maragha podria ser la Φράατα assetjada per Marc Antoni en la campanya contra els parts el 36 aC, i seria la mateixa que Estrabó esmenta com a Οὔερα i Ptolemeu com a Φαράοπα, i que se suposa que era la capital d'hivern de l'Atropatene. La capital d'estiu era Gazaka, identificada amb Takht-i Sulayman. El primer nom de la ciutat, sota els sassànides, hauria estat Akra-rudh ('Riu d'Afrah'), segons al-Baladhuri, nom que recorda el de l'època clàssica.
El nom Maragha seria àrab i existeix en diversos llocs (Aràbia i Egipte) i vol dir 'lloc on es cou un animal', però com que Ptolemeu anomena el llac Urmia (a 32 km) com a Margiana, també podria ser una derivació d'un nom local. En tot cas, no se'n parla gaire abans dels àrabs.

### Conquesta musulmana
Al-Mughira ibn Shuba al-Thakafi la va conquerir el 643. El 740 Marwan ibn Muhammad, de retorn d'una expedició a Mughan i Gilan, s'hi va aturar i com que era rica en adob va batejar l'antiga població com a Maragha; hi va fer diverses construccions; a finals del segle va passar a les filles d'Harun ar-Raixid. Durant la rebel·lió de Wadjna ibn Rawwad, governador de Tabriz, el governador de l'Azerbaidjan i Armènia, Khuzayma ibn Khazim (nomenat vers 803), va construir els murs de la ciutat i hi va establir guarnició. Durant la revolta de Babak (816/817), la població civil que fugia es va refugiar a la ciutat; al-Mamun feu restaurar les muralles i els ravals es van omplir de gent. El 836, era el quarter d'hivern d'Afshin al-Sadj durant la campanya contra Babak. El 893, el sàdjida Muhammad Afshin ibn Diwdad va arrabassar Maragha a un tal Abd Allah ibn Husayn, que va morir en la lluita (segons al-Tabari).
El 853, Ibn Hàwqal descriu Maragha amb un campament militar (muaskar), un palau de govern (dar alimara) un tresor (khizana) i oficines administratives (dawawin al-nahiya), però Yússuf ibn Abi-s-Saj (901-928) va traslladar el govern a Ardabil i va destruir les seves muralles. El 908, el califa va confirmar la possessió de Maragha i tot l'Azerbaidjan als sàdjides i, en aquesta data, la dinastia encunyava moneda a la ciutat. Abu-l-Mussàfir Fat·h ibn Muhammad Afxín, el darrer emir sàdjida, va morir a Maragha.

### Musfírides i Rawwàdides
Durant la dominació dels musafírides daylemites, els rus (antecedent dels russos) van ocupar Bardhaa el 943, i van quedar delmats per una epidèmia, segona Miskawayh provocada per menjar en excés dels fruits de Maragha, però sembla un error del cronista. Vers el 948/949, Maragha va estar en mans breument dels buwàyhides, com testimonia una moneda emesa aquestos anys a la ciutat per Rukn al-Dawla. El desembre del 957, va morir el daylamita musafírida Marzuban ibn Muhammad i va deixar hereu el seu germà Wahsudan, però es va oblidar d'anul·lar el testament a favor dels seus tres fills grans Djustan, Ibrahim i Nasir (el petit Kay Khusraw ben Marzuban no hi fou inclòs); els caps militars van reconèixer aquestos fills i Djustan finalment fou reconegut com a únic emir, però només li va interessar el seu harem, i el general Djustan ben Sharmazan es va revoltar a Urmiya i va proclamar Ibrahim, amb el qual va ocupar Maragha; el 958, hi ha monedes que porten el nom de dos fills, Ibrahim i Djustan.
Els musafírides foren eliminats al segle xi i a Tabriz va prendre el poder la família kurda dels rawwàdides, sense relació amb els musafírides, excepte per matrimonis, que eren possibles descendents de l'àrab Rawwas al-Azdi, antic senyor de l'Azerbaidjan, que haurien estat assimilats per l'entorn. El més famós en fou Wahsudan ibn Mamlan, esmentat entre 1029 i 1054, que dominava Tabriz i diverses fortaleses al Djabal Sahand. El 1029, els oghuz que van arribar a Maragha; van matar un gran nombre de kurds hadhbanis i aquestos es van aliar a Wahsudan en contra dels invasors, que foren expulsats, i cal suposar que Maragha va quedar com una dependència de Tabriz. El 1054, Wahsudan va haver d'acceptar la sobirania del soldà seljúcida, però no se sap si va perdre els seus territoris a les muntanyes Sahand i Maragha.

### Seljúcides
El 1104 la pau entre els dos fills de Màlik-Xah I, Barkyaruq i Muhàmmad I Tapar fou signada prop de Maragha, i aquesta ciutat fou visitada per Muhammad a l'any següent. El 1111, apareix per primera vegada a Maragha l'emir Ahmadil ibn Ibrahim ibn Wahsudan al-Rawwadi (net de Wahsudan ibn Mamlan), que governava també en un lloc anomenat per Ibn al-Athi com a Kutab, que podria ser Kulsara. Fou el tronc d'una petita dinastia local que va durar fins al 1227 més a menys, i durant aquest temps els ahmadilis van intentar dominar Tabriz, que cal pensar que consideraven el seu patrimoni o almenys que hi tenien dret; tot i que d'origen kurd, es van turanitzar i van adoptar noms turcs. Ahmadil va participar en la gran contracroada del 1111 junt amb altres amirs (fou l'únic kurd entre els amirs, que eren turcs). Va participar en el setge de Tell Bashir i es va entendre amb Joscelí I d'Edessa (tataraha = 'entesa'), retirant-se de la ciutat; després es va retirar també de Síria, ja que aspirava als territoris de l'amir turc Sukman d'Armènia (titulat Shah-i Arman), que acabava de morir el 1112 (en realitat, és possible que els dominis de Sukman a què aspirava fossin part de l'Azerbaidjan, puix es creu que Sukman havia estès el seu domini a Tabriz i nord-oest de l'Azerbaidjan). Ahmadil tenia en aquest temps 5.000 cavallers. Fou assassinat per ismaïlites a Bagdad en una data que varia segons les fonts, entre 1114 i 1117.
El 1120 l'amir governador de Mossul i l'Azerbaidjan, el príncep seljúcida Malik Masud (que tenia com a atabeg Ay-Aba Djuyush Beg) els territoris del qual tenien fortes tendències separatistes a causa dels caps kurds i turcs locals, especialment el famós Imad al-Din Zengi, que encoratjaven una revolta, es va rebel·lar contra el seu germà Mahmud II ibn Muhàmmad ibn Màlik-Xah; va donar Maragha al seu antic atabeg Kasim al-Dawla al-Bursuki; la rebel·lió fou sufocada després de la victòria de les forces de Mahmud II (manades per Ak Sunkur al-Bursuki) a Asadabd, prop d'Hamadan; el visir del derrotat Masud, el poeta al-Hasan ibn Ali al-Tughrai, fou capturat i executat. Maragha fou donada (o retornada) el 1122 per Mahmud II a Ak Sunkur al-Ahmadili (per la seva nisba es veu que era un esclau i general lligat a la dinastia ahmadilita local), que estava a Bagdad. Mentre havia mort (1121) l'atabeg Kuntoghdi de l'Arran (que pertanyia a Malik Toghrul, germà de Masud i de Mahmud II) i Ak Sunkur esperava ocupar el seu lloc a l'Arran. Toghrul li va ordenar reunir mil soldats i marxar amb ell a conquerir Ardabil, però l'expedició fou un fracàs i durant el seu curs Maragha fou ocupada per Djuyush Beg, nomenat per Mahmud II. El 1123, la crònica georgiana esmenta una derrota d'Ak Sunkur atabeg d'Arran (el seu nom figura com a Aghsunthul atabek de Ran, en la crònica) en un atac contra Geòrgia organitzat per Toghrul per la zona de Xirvan. El 1128, Ak Sunkur apareix participant en la repressió de la revolta o el complot del mazyàdida Dubays, sense massa energia; el 1131, Ak Sunkur apareix com un dels promotors de l'elecció de Dawud o Daud I ibn Mahmud del qual ara era atabeg i el 1132 Toghrul va derrotar Dawud i Ak Sunkur i va ocupar Maragha i Tabriz. Ak Sunkur, amb el seu pupil Dawud o Daud, i Masud, el germà de Mahmud que s'havia revoltat (1120-1122), van fugir a Bagdad mentre el vencedor es proclamava soldà com a Toghrul II (1132–1134), però Ak Sunkur i Masud, amb el suport del califa, que va proclamar soldà Masud i Dawud (Daud I) com el seu hereu, van capgirar la situació el 1133 derrotant Toghrul a Ardabil i ocupant l'Azerbaidjan; els derrotats foren empaitats cap al Djibal, a Hamadan; després de la conquesta de la ciutat d'Hamadan el maig o juny del 1134, Ak Sunkur fou assassinat a la ciutat pels ismaïlites (1134) contractats (segons Ibn al-Athir) pel visir de Toghrul II, de nom Dargazini. El va succeir el seu fill Ak Sunkur II.
Un general (amir) seljúcida favorit de Masud, de nom Khass Beg (Arslan) ibn Balingari o Khassbek ibn Palangeri la personalitat del qual és incerta, ja que quan es parla d'ell en les fonts en alguns casos es podria referir a Ak Sunkur II o al revés, fou el principal cap contra els enemics de Masud i especialment contra Buz Aba, l'amir de Fars i Esfahan (1147/1148); sembla que es volia establir a l'Azerbaidjan; un notícia diu que aquest Khass Beg ibn Balingari va assetjar Maragha el 1146/1147; el mateix soldà Masud va assetjar Maragha el febrer del 1151 i la va ocupar al cap de dos dies, destruint les fortificacions; se sap, doncs, que hi havia hostilitat entre Khass Beg i Ak Sunkur II, però que finalment es van reconciliar al castell de Ruyindiz, que estava probablement a uns 15 km al nord de Maragha, a la riba del Sufi Čay, al lloc d'un poblet modern anomenat Yay-Šahar ('poble d'estiu').
A la mort de Masud ibn Muhàmmad sense hereus, fou proclamat soldà el seu nebot Malik Shah III, fill de Mahmud II i germà de Dawud, amb suport de l'amir Khass Beg ibn Balingari, d'Ak Sunkur II i de l'atabeg Ildegiz de l'Arran, i en general amb el suport de quasi tots els amirs de l'Azerbaidjan. Malik Shah es va mostrar incapaç i fou deposat pels amirs i substituït pel seu germà Muhammad II ibn Mahmud. L'amir Khass Beg Arslan fou executat per ordre del sultà Muhammad el 1153 i Ildegiz d'Arran i Ak Sunkur II de Maragha van protestar per l'execució i desconfiats i per por de córrer la mateixa sort, els dos atabegs es van aliar en secret entre ells i amb altres amirs, per posar al tron el seljúcida Sulayman Shah ibn Muhàmmad a Hamadan i van agafar posició contra Muhammad. El 1154/1155, van aconseguir expulsar de l'Azerbaidjan el príncep seljúcida Čaghri Beg, i es van repartir la província entre ambdós, excepte Ardabil. Quan Muhammad II ibn Mahmud va derrotar Ildegiz a Nakhtxivan (1156/1157) i va recuperar el poder, va enviar delegats per conciliar-se amb els dos amirs rebels, i va nomenar Ak Sunkur II com wali de l'Azerbaidjan, cosa que va molestar a Ildigiz.

### Ildigízides
A la mort del soldà Muhammad II (1159/1160), el difunt va designar Ak Sunkur II com atabeg del seu fill Dawud II o Daud II ibn Muhammad, mentre que Ildeguiz patrocinava com a sultà el seu propi príncep, Arslan Shah ibn Toghrul (1161-1174) fent inevitables les hostilitats contra Maragha. Ak Sunkur es va aliar al Shah-i Arman (o Shah-i Armin), amb l'ajut del qual va derrotar Muhammad Pahlawan, fill d'Ildegiz, que governava Tabriz, a la riba del riu Safid Rud (1160). El 1161 Ak Sunkur II va enviar 5.000 soldats en ajut del governador de Rayy, Husam al-Din Inandj, en lluita contra Ildeguiz, però aquest va triomfar i el 1162 Ak Sunkur II apareix sotmès a Ildeguiz i participant en l'expedició d'aquest a Geòrgia el 1163 en què va ocupar Aní i van saquejar Dvin i en què també van prendre part, al costat d'Ildegiz, altres prínceps com el Shah-i Armin d'Akhlat. La nova revolta d'Inandj (1165/1166) en aliança i amb suport del xa de Coràsmia Il Arslan, va permetre a Ak Sunkur renovar obertament l'oposició a Ildegiz i el 1168 Ak Sunkur va demanar al califa de Bagdad de llegir la khutba en nom del soldà que estava amb ell, Daud II; però la revolta es va acabar el 1168/1169 a causa de l'assassinat del rebel pel seu visir, subornat per Ildegiz, que es va apoderar de Rayy, que va passar al seu fill Muhammad Pahlawan, que ja havia rebut també Ardabil a la mort del seu amir. El 1168, el desafiament d'Ak Sunkur fou respost per Ildegiz, que va enviar el seu fill Muhammad Pahlawan a Maragha. S'esmenta un confús episodi en què un suposat germà d'Ak Sunkur de nom Kutlugh, instigat per Inandj de Rayy (+ 1168/1169), s'hauria revoltat, però sembla a causa d'un error d'un copista. Ak Sunkur fou atacat a Maragha per Muhammad Pahlawan i es va haver de tancar a la ciutat; potser va morir en la lluita i llavors el príncep ildegízida va deixar el govern com a vassalls a dos altres germans, Ala al-Din Karba i Rukn al-Din, en perjudici de l'hereu designat Falak al-Din, fill d'Ak Sunkur II. El 1174/1175, Falak ja governava Maragha, però Ibn al-Athir no explica com havia arribat al poder.

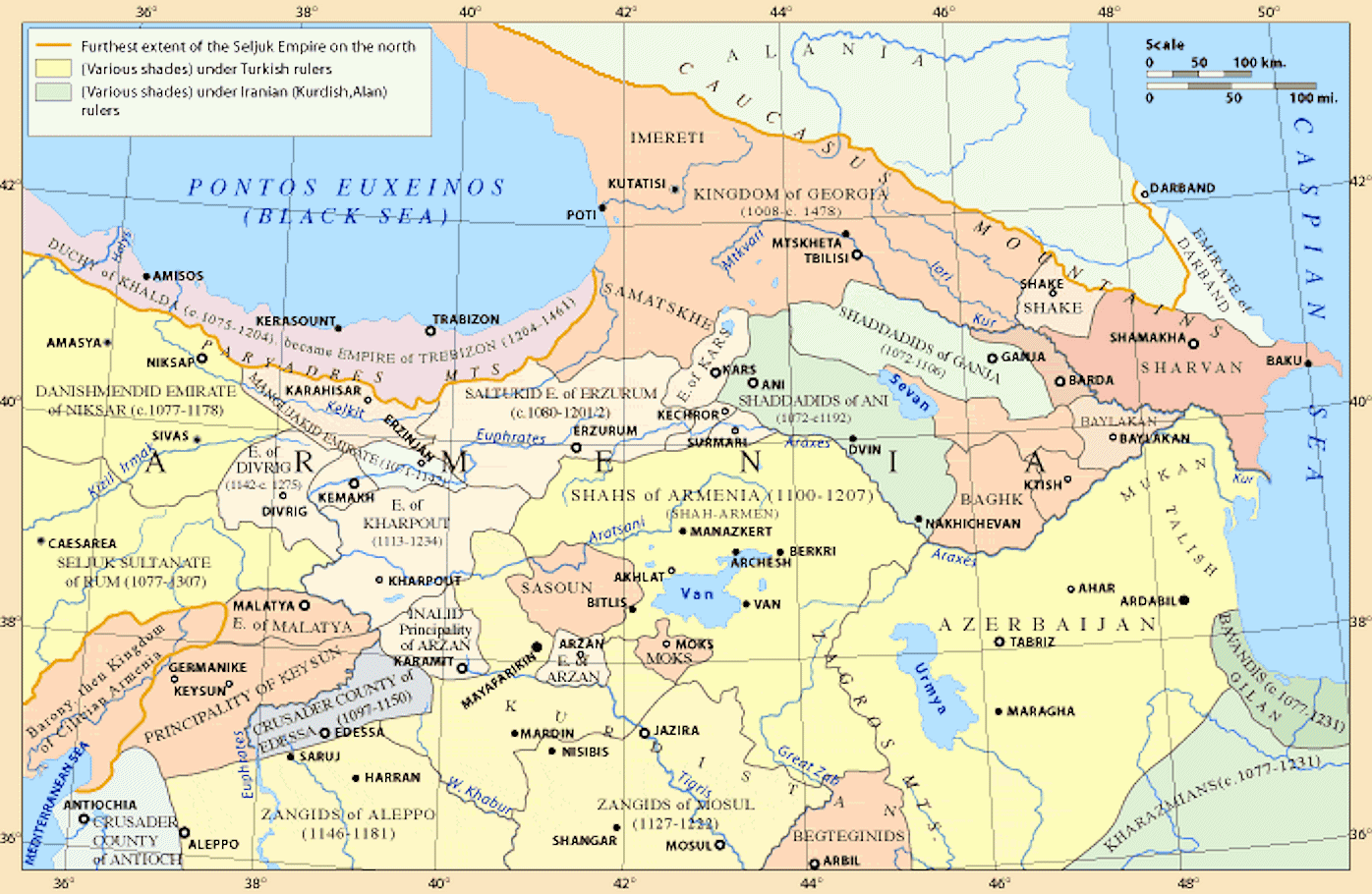
Azerbaidjan al segle XII

Pahlawan va assetjar llavors primer la fortalesa de Ruyin Dez (Ruyindiz) i després la mateixa Maragha, però no va poder conquerir ni l'una ni l'altra; el seu germà Kizil Arslan fou enviat a assetjar Tabriz, governada també per Falak, que se n'hauria apoderat en un moment incert. Finalment, es va fer la pau per la qual Tabriz va ser cedida als ildegízides. Falak va regnar fins a una data incerta, no més enllà del 1188/1189. En aquesta data, torna a aparèixer com a atabeg Ala al-Din Karba Arslan, el qual, després de la derrota del califa davant els seljúcides el 1188/1189 a Dar Marg, va anar a Hamadan a fer homenatge al sultà seljúcida i fou nomenat atabeg del fill de Toghrul III, Barkyaruq (II), en teoria a Hamadan, però en no convenir-li aquesta ciutat va retornar a Maragha, cosa que vol dir que ja la dominava; potser havia estat restaurat pels ildegízides, o havia triomfat en una revolta, o fins i tot podia haver succeït a Falak quan va morir. Després d'aquesta data, hi ha un buit de notícies per catorze anys (1189-1203).
Ibn al-Athir diu que vers 1203 planejava arrabassar l'Azerbaidjan a l'ildegízida Nusrat al-Din Abu Bakr (1195-1210), a qui acusava d'incapacitat, i per això es va aliar a l'atabeg Muzaffar al-Din Gokburi d'Irbil; forces dels dos amirs van sortir de Maragha i es van dirigir a Tabriz, però l'atac va poder ser rebutjar per l'ildegízida amb l'ajut del mameluc Aydoghmish (Aydogmes o Aytogmes), senyor del Djibal (1203/1204 a 1211/1212), que havia estat un dels antics mamelucs esclaus de Muhammad Pahlawan. Llavors Abu Bakr va atacar Maragha, on va assetjar Ala al-Din, però finalment es va arranjar la pau en què l'atabeg de Maragha cedia una de les seves dues fortaleses (la de Maragha) i rebia en compensació Ushnu i Urmiya en feu d'Abu Bakr, que va passar a dominar la situació. El 1205/1206 encara governava Ala al-Din (també esmentat com Ala al-Dawla) i va morir el 1207/1208 (Ibn al-Athir l'esmenta aquí com Kara Sunkur) i després del breu govern d'un fill menor d'edat sota un atabeg lleial, a la mort del menor el 1208/1209 el feu va passar a Abu Bakr, deixant als ahmadilis (o ahmadílides) només Ruyindiz, on l'atabeg s'havia retirat amb els tresors, continuant en línia femenina en la persona de Salafa Khatun, segurament neta (filla, segons alguns) d'Ala al-Din Karba, que es va casar amb el sordmut Kizil Arslan Malik-i Kamus (o Malik al-Khamush = 'el rei silenciós'), fill sordmut de l'ildigízida Muzaffar al-Din Uzbeg, enllaç que segurament va comportar el domini de Ruyindiz pels dos esposos. El 1221, els mongols van arribar davant Maragha, que fou ocupada per força el 30 de març i saquejada i incendiada, i com era habitual els habitants foren massacrats; però Salafa Khatun es va refugiar al castell de Ruyindiz i es va escapar a aquesta sort, i a la retirada dels mongols va quedar en possessió de la zona amb el seu marit. El 1224 Djalal al-Din Manguberti va anar des de Dakuka, i va entrar a Maragha sense dificultats; els habitants es queixaven d'estar oprimits i sotmesos a les incursions dels georgians. Djalal al-Din fou reconegut sense oposició i va intentar millorar la situació de la zona. El 1125 Uzbeg va cedir l'Azerbaidjan a Djalal al-Din i el seu fill i hereu Khamush (o Kamus) es va posar al servei del xa de Coràsmia. El 1226 Salafa Khatun va repudiar el seu marit i es va oposar al xa de Coràsmia. Aquest va enviar el seu general Sharaf al-mulk a conquerir Ruyindiz; el general va assetjar la fortalesa i Salafa va negociar el seu enllaç amb el general, però abans de la cerimònia va aparèixer sobtadament el mateix xa de Coràsmia Djalal al-Din Manguberti, el qual la va fer la seva dona i va nomenar un governador de la seva confiança per al castell de nom Sad al-Din. La situació posterior no és gaire clara; es creu que la ciutadella estava plena de refugiats de Maragha que s'hi havien establert a l'atac mongol i havien restat allí per escapar de les incursions georgianes i després a causa de les lluites darreres; Sad al-Din hauria ordenat a la gent d'abandonar el lloc i aquestos s'haurien revoltat i li haurien tancat les portes de la fortalesa; va caldre un nou setge de Djalal al-Din, que hauria començat el 1229 i estava a punt de conquerit el castell el 1230 per capitulació, quan va acudir en ajut dels assetjats un amir turcman anomenat Sewindj de la tribu de Kushyalwa, que va agafar el control de la fortalesa i el va mantenir durant prop de dos anys. Finalment, el 1331 el castell es va rendir als mongols.

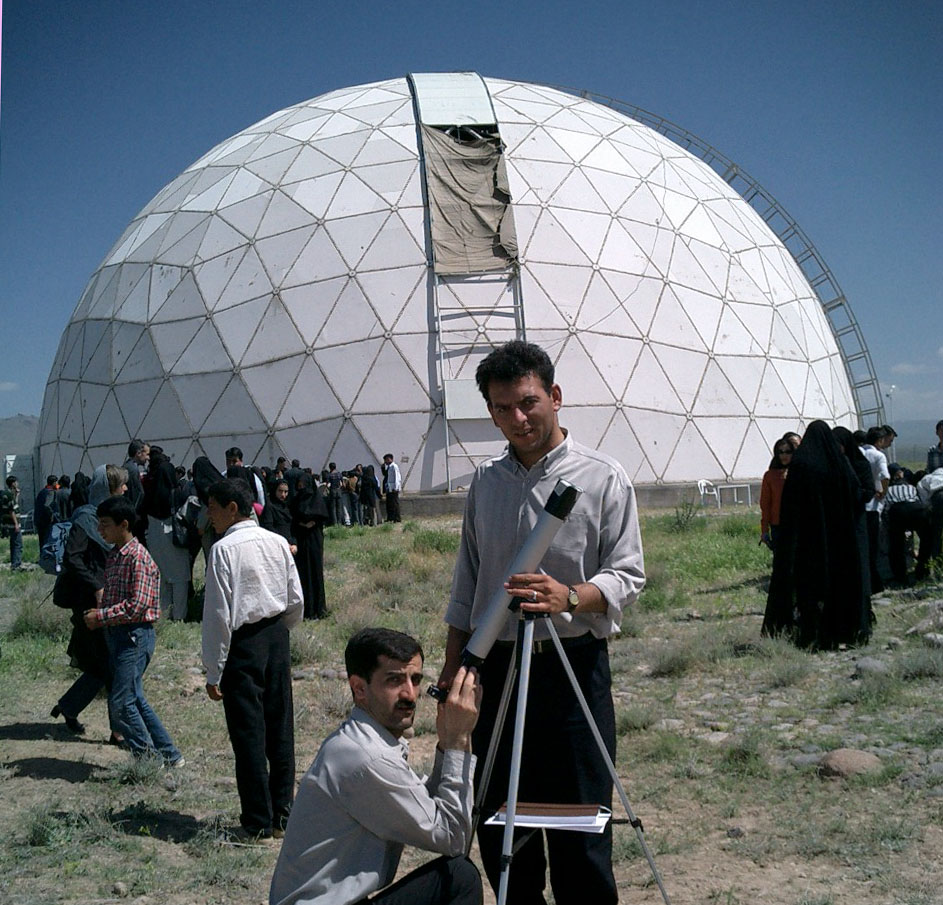
Observatori (2004)

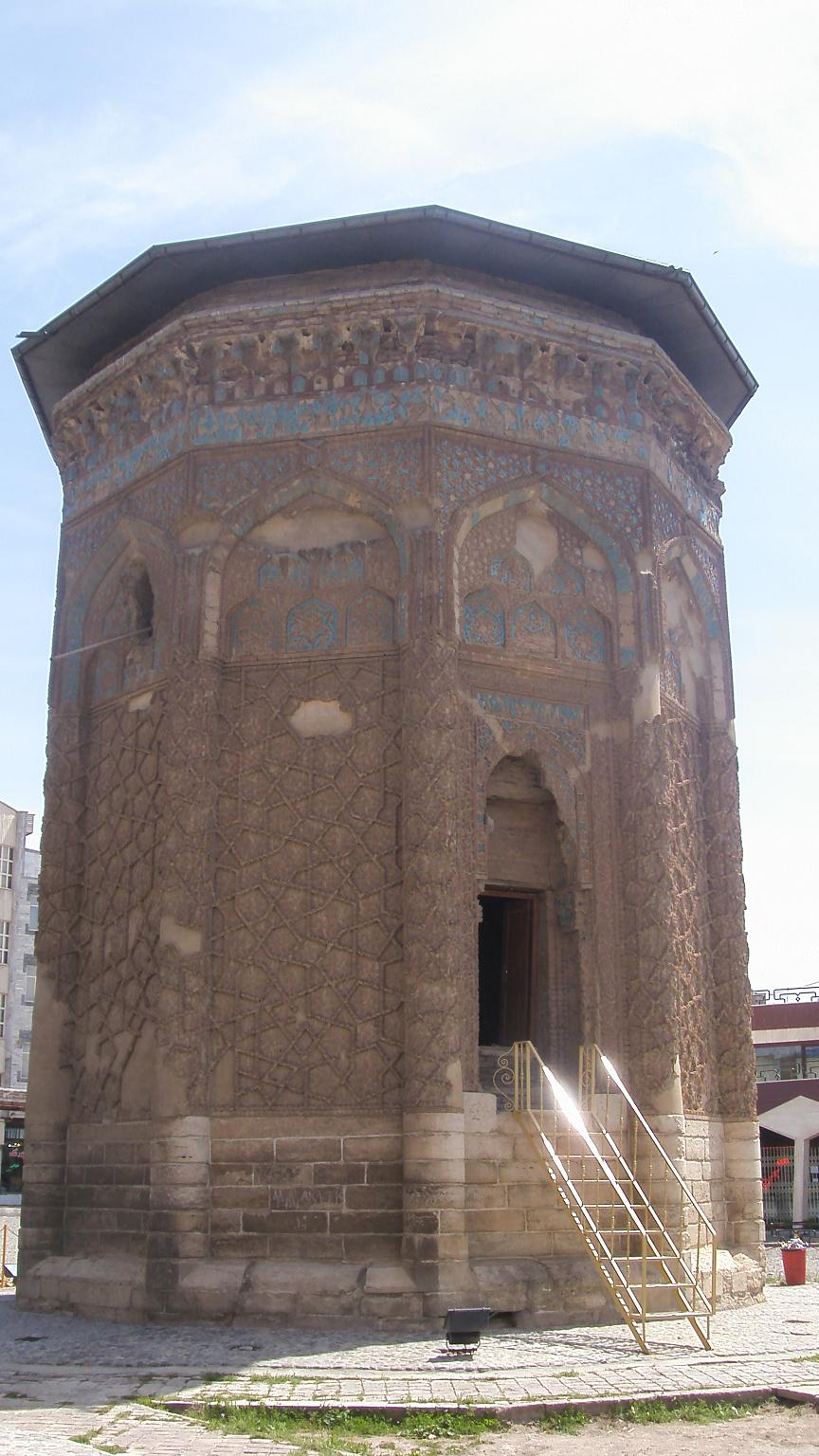
Torre funerària

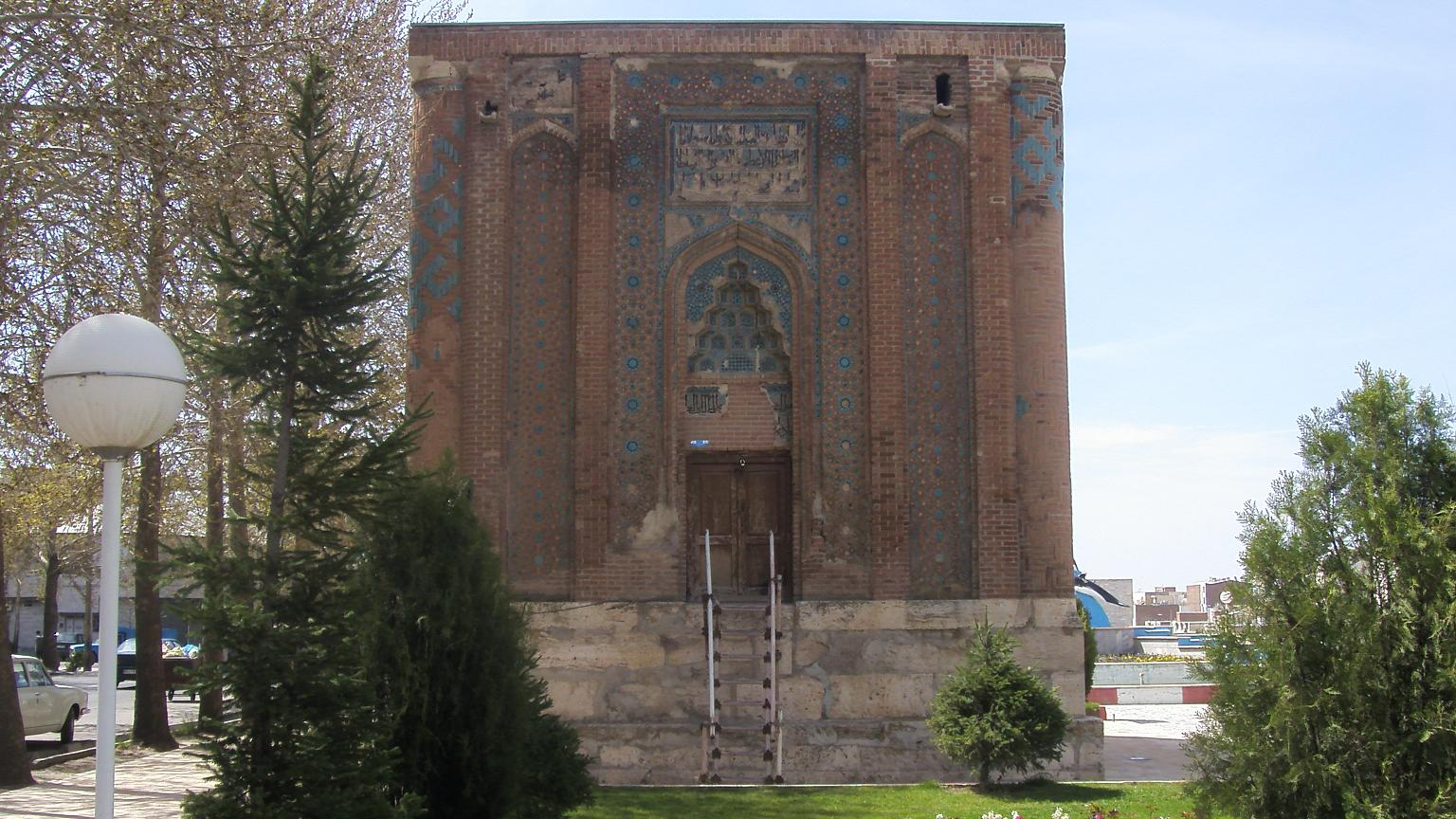
santuari

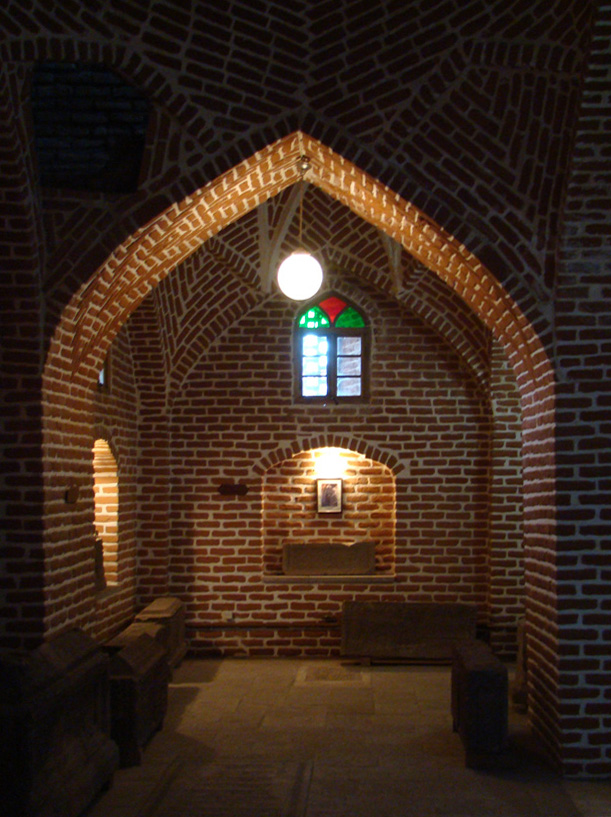
Interior

## Domini mongol
Com a posició quasi inexpugnable que assegurava el control de Maragha, Ruyindiz fou després plaça forta dels il-kans i els cobànides. El 1258, després de conquesta de Bagdad, Hülegü es va establir a Maragha i hi va fer construir un observatori, a sol·licitud de Nassir-ad-Din at-Tussí, que es va aixecar a l'oest de la ciutat; per guardar el tresor, va fer construir un castell a l'illa de Shahi a un dia o dos de marxa de la ciutat; en aquest lloc fou enterrat. Quatre torres funeràries a Maragha corresponen a Hülegü i als seus successors: una a l'entrada del pont del Safi Čay, una altra als jardins del sud de la ciutat, i una tercera i quarta al cementiri. El 1275, Zakariyya Kazwini descriu la ciutat i esmenta les fonts minerals al poble de Kiyamatabad en una cova (probablement, la moderna Čay Baghi), la muntanya de Zandjakan amb una font calcària, el poble de Djnbdk (Gunbadak) amb un pou insondable i la fortalesa de Ruyindiz. En aquest segle xiii, la ciutat fou un centre important de cristians: Bar Hebraeus hi va fer un curs sobre Euclides el 1268 i el 1272 un altre sobre Ptolemeu al convent de Maragha assenyalat com a "nou", i allí va escriure el seu Kitab al-Duwal; hi va morir el 30 de juliol de 1286. La història de Mar Yahbalaha III, que fou patriarca dels nestorians (1281-1317), esmenta diversos fets sobre Maragha, com que l'església ja existent de Mar Shalita fou reconstruïda i que el 1294 es va fundar el convent de Joan Baptista a uns 13 km al nord de la ciutat. Arghun Khan feu batejar el seu fill a Maragha. Amb Ghazan, el cristianisme va retrocedir sobretot per instigació del seu emir Nawruz i la residència del patriarca fou saquejada igual que l'església de Sant Jordi (que havia estat moblada amb els objectes de l'església del campament d'Arghun), i el patriarca es va salvar amagat al seguici del rei armeni Hethum II, però després els esvalotadors van ser castigats per Ghazan i Yahbalaha III va aconseguir la confirmació dels seus drets el 1298, i el 1301 va acabar el claustre de l'església del monestir de Sant Joan Baptista autoritzada per Gaykhatu, i el poble de Dahli (a l'est de Maragha) fou comprat per, amb la seva renda, mantenir el monestir, en el qual va morir el patriarca el 1317 (i hi fou enterrat). Prop de l'observatori, hi ha una construcció de tres cambres comunicades tallades a la roca amb nínxols en forma d'altars a l'interior, que segons la tradició serien restes d'una església, però si és veritat seria molt més antiga, d'època sassànida.

## Il-kans
Els kans portaven una vida de nòmades i fins a Ghazan no es va establir una capital permanent a Tabriz, però Maragha va conservar importància per les seves notables pastures i per servir d'etapa en la comunicació entre l'Azerbaidjan i Mesopotàmia. El 1304 Oldjeitu va rebre els ambaixadors de la Xina a Maragha. El 1312 Kara Sunkur, un mameluc amir al-umara d'Alep, per evitar represàlies del sultà mameluc d'Egipte an-Nàssir Muhàmmad ibn Qalàwun, es va refugiar a Pèrsia i Oldjeitu li va concedir Maragha en feu, segons explica Ibn Battuta, que afegeix que la ciutat era coneguda com la Petita Damasc. Kara Sunkur hi va morir el 1328. El 1337, el jalayàrida Shaykh Hasan Buzurg va infligir una derrota a Tugha Timur prop de Maragha o d'Hashtarud (14 de juliol de 1337), al Garmarud, a l'oest de Miyana; un pretendent de nom Muhammad fou enterrat a Maragha el 1337/1338. La història de Ruyindiz i el castell no es coneix, però el 1340 havia perdut importància (el Nuzab al-kulub només coneix el Ruyiniz del Sawalan, que seria el que encara existeix amb el nom de Ruyin-dizak al nord-oest d'Ardebil); el 1350 encara consta que el cobànida Ashraf hi va tancar el seu wazir. Després Ruyandiz fou destruïda en algun moment desconegut. En aquesta època Maragha era capital del tuman (districte) de Maragha, que incloïa tota la part sud de l'Azerbaidjan i tenia al nord el tuman de Tabriz, a l'oest el de Khoi (Urmiya), al sud el Kurdistan (Dinawar) i a l'est l'Iraq Ajamita (Zandjan, Sudjas). Els territoris dependents de Sawdjbulak (després Mahabad) formaven part del tuman de Maragha i també en depenien les viles de Dih-i Khwarakan (turc: Tukhorghan, al sud de Tabriz), Laylan (un afluent de la dreta del Dhaghatu), i Pawse (a la conca de Tigris a la regió de Lahidjan). El tuman estava dividit en sis cantons, però els noms no es llegeixen bé; podrien ser Saradjun (o Niyadjun), Duzakhrud (riu i muntanya Duzhak, al curs del Djaghatu), Gawduk o Gawdul o Gawdawan (confluència del Djaghatu i el Laylan; en aquest lloc, se suposa que hi havia el lloc de Dasht-i Dük i un Kuh-i Dük, on el sassànida Vararanes VI Chobin fou derrotat per Còsroes II el 591), Bihistan (segurament la comarca de Bahi al riu Tatawu), Hashtarud (a l'est del Sahand, al Karanghu) i Anguran (al Kizil-üzän).

## Mukris
Muhammad Umar, governant de l'Azerbaidjan, davant de l'aixecament del seu germà Abu Bakr, va fugir cap a Maragha (tardor del 1405) on va fer aliança amb el cap turcman Jalik, amb Salik Barles i amb una part de la tribu dels Sulduz. Es va dirigir cap a Tabriz amb aquestes forces anant a l'avantguarda el fill de Jalik, Alikeh. Els turcmans van cometre tota mena d'abusos a la ciutat. Va esclatar una revolta popular que va massacrar a Khoja Pir Ali que portava la ordre de recaptar una contribució especial de cent mil peces d'or, i van tancar les portes. La ciutat va intentar un acord amb Muhammad Umar però aquest va donar l'ordre d'atac als turcmans; aleshores els ciutadans van oferir una ferotge resistència. Finalment es va acostar a la ciutat Abu Bakr i Umar i els turcmans es van retirar cap a Maragha. Abu Bakr va fer una incursió en dos dies fins a Ardebil l'entorn de la qual va saquejar i va fer un botí considerable; va estendre la incursió fins a Maragha on va fer mes botí i les dones i nens foren deixats a mans dels soldats.
Al segle xv, les lluites de les confederacions de turcmans van tenir per teatre sovint la part nord de l'Azerbaidjan; l'element kurd dels cantons a l'oest i sud de llac Urmia es va consolidar amb l'arribada de més kurds des de la regió de Mossul. Els amirs kurds Mukri van estendre la seva influència a Maragha i fins a Dih-Khwarakan sota autoritat dels turcmans. Després de la presa del poder pels safàvides a Pèrsia, aquest regió va passar als otomans com a resultat de la Batalla de Çaldiran el 1514 i els otomans van agregar Maragha al govern de Tabriz; la fortalesa de Saru-kurghan, no gaire lluny de Maragha, que havia estat destruïda per Tamerlà el 1393, fou reconstruïda pels mukris i comença a ser esmentada sovint a partir del 1593. Retornada al domini persa, sempre amb els mukris poblant la zona, durant el regnat d'Abbas el Gran, va caure altre cop en mans dels otomans el 1725 i Abd al-Aziz Pasha fou nomenat governador; formava una wilaya amb cinc sandjaks, dels quals dos eren hereditaris i tres de nomenament per la Porta.

## Nadir Xah i dinasties posteriors
El 1729, Nadir Khan (després Nàdir-Xah Afxar) va derrotar els otomans a Miyan-duab, a la riba del Djaghatu, i va ocupar Dimdim, Sawdjbulak (Mahabad), Maragha i Dih-Khwarakan (Mahdikhan). Nadir va deportar tres mil habitants de Maragha a Qalat (Balutxistan). Ja en aquesta època s'esmenta la tribu turca dels Mukaddam com a establerta a la regió i que sota els qajar van assolir l'hegemonia regional; Ahmad Khan Mukaddam era beglerbegi de l'Azerbaidjan el 1805, sota l'autoritat nominal del príncep governador Abbas Mirza (nascut el 1789 i mort el 1833) i el 1810 va massacrar els caps del grup Bilbas (dels mukris), a qui havia convidat a Maragha. El 1828 Maragha fou ocupada pels russos. El 1881, l'ofensiva kurda de Shaykh Ubayd Allah va assolar la regió i va arribar a les portes de Maragha, que no va ser ocupada, però quan Houtum-Schindler va visitar la regió el 1882 va poder comprovar el grau notable de destrucció i de ruïna de la zona.
La població, que el 1800 era d'uns 30.000 habitants, va baixar al segle xix i el 1880 era de 13.259 i el 1904 s'estimava en uns 20.000. El 1909 el governador de Maragha era Samad Khan, encara dels Mukaddam, que era partidari de Muhammad Ali Shah (1907-1909). En aquest any 1909 va assetjar Tabriz. Posteriorment, els Mukaddam van ser apartats i avui dia viuen concentrats a Muyan-duab. En la I Guerra mundial va quedar dins la zona d'operacions russoturques.
El 1970 tenia 54.106 habitants. Al cens del 1986 va passar a 100.679; al del 1991 a 117.388.